# 안동 도산서원
안동 도산서원(陶山書院)은 퇴계 이황의 학덕을 기리기 위해 건립된 서원이다. 1969년 5월 28일 사적 제170호에 지정되고, 2019년 7월 10일 유네스코 세계문화유산에 등재되었다.
```
1000원
 그림에 도산서원이 그려져 있다
```

## 개요
안동 도산서원은 퇴계 이황 선생의 학덕을 기리기 위해 경상북도 안동시 도산면 토계리에 이황이 사망한 지 4년 후인 1574년에 설립되었다. 영남학파와 한국 유학을 대표하는 이황을 모신만큼 영남학파의 선구자인 이언적을 모신 경주 옥산서원과 함께 한국의 양대 서원으로 꼽힌다.
퇴계 이황은 1501년(연산군 7년) 11월 25일 경상북도 안동시 도산면 온혜리(현 노송정 종택 태실)에서 태어났기에 이곳이 생가이면서 태실이 모셔져 있다. 참고로 퇴계 이황의 학문과 덕행을 기리고 추모하기 위해 1574년(선조 7년)에 시작하여 1576년 완공하였다. 1570년 퇴계 이황이 작고하자, 1572년에 위패를 상덕사에 모시기 위해 공사가 시작되었다. 1575년에 선조가 명필 한석봉으로 하여금 쓰게한 편액을 하사함으로써 영남 유림의 본산이 되었다. 1615년(광해군 7) 사림이 조목(趙穆)을 종향(從享)했다.
1969년 사적 제170호로 지정되었고, 1970년부터 대통령령으로 보수되어, 1977년 관리사무소가 설치되고 오늘날에 이르렀다. 1975년부터 2007년까지 대한민국에서 발행된 1000원 지폐 뒷면의 디자인 소재로도 사용되었다.

## 관련 문화재
- 안동 도산서원 전교당 - 보물 제210호

유생들의 자기 수양과 자제들의 교육을 하기 위한 강당이다. 전교당의 맢 마당 좌우에는 유생들의 기숙사인 동재와 서재가 있다. 1574년(선조 7년)에 지었고, 1969년에 수리를 하였다. 팔작지붕과 온돌방, 대청마루로 이루어져 있다. 현판 글씨는 명필 한석봉이 선조의 앞에서 쓴 글씨라고 전해진다.
- 안동 도산서원 상덕사 및 삼문 - 보물 제211호

도산서원 가장 뒷쪽에 이황 선생의 신주를 모신 사당이다. 1574년(선조 7년)에 지었고, 1969년에 수리를 하였다.
- 강세황필 도산서원도 - 보물 제522호
- 안동 도산서원 - 사적 제170호

## 유네스코 세계유산
문화재청은 2018년 1월 이곳 안동 도산서원을 비롯한 한국의 대표서원 9곳을 「한국의 서원」으로 지정하여 유네스코 세계유산에 등재 신청하여, 2019년 7월 10일 유네스코 세계문화유산으로 등재되었다.

## 시사단
1553년 이황은 스스로 사직상소를 올리고 낙향을 하였고 관직 임명을 사양하였다. 정조는 규장각 이만수를 도산서원에 보내 이곳에 있는 소나무 숲에서 영남인재를 선발케 하고, 이를 기려 1796년 이곳에 단을 마련하고 비를 세웠다. 1974년 안동댐 건설로 숲이 사라졌으나 2009년 도산서원과 시사단을 잊는 다리가 가설되었다.

## 사건

### 서자 출입 허락 사건
도산서원은 교육기관으로 학문을 연마하는 기관이었지만, 영남 안동과 주변지역 사림들의 모임 장소이기도 했다. 1884년 서얼들이 도산서원 출입을 허락해달라고 요청했지만 서원에서는 끝까지 허락할 수 없다고 거절했고, 서얼들과 서원 유사(有司) 사이에 충돌이 발생했다.
조정에서는 서자들의 서원 출입 허락 상소가 계속되자 1884년(고종 21년) 조정에서는 서얼들도 서원 출입을 허용하라는 공문인 관문(關文)을 각 관아와 서원에 하달하였다. 1884년 11월 조정에서 하달한 관문에서 "서원에 서류들의 출입을 허용하라"고 하였다. 그러자 경주 옥산서원은 곧 서얼의 서원 출입을 허락하였다. 하지만 도산서원은 서자출입을 허용하는 것은 옥산서원의 사정이지 도산서원은 적용할 수 없다며 거절했다.
분개한 서얼들이 단체로 도산서원을 찾아와 드디어 물리적 폭력을 행사했다. 서얼들은 "하늘에는 두 개의 태양이 없고 백성에게는 두 임금이 없는데 어찌 예안의 하늘이 경주의 하늘과 다르단 말인가"라고 했다. 서얼들에게 서원의 수노(首奴)들은 몰매를 맞고 "피가 흘러 땅에 가득했고", 유사 등 임원은 서얼들에게 잡혀 "옷이 찢어지고 머리카락이 떨어지며 강물에 패댕이쳐지기도" 하는 등 갖은 수모를 입었다. 이를 두고 서원 측에서는 "서원이 창건된 이래 다시없는 극변"이라 했다. 사태가 진정된 후 도산서원에서는 이 사실을 기록해 놓았으며, 이를 《도산서원서류사변일기 陶山書院庶類事變日記》라 부른다.
서자들이 출입을 요구하면서 폭력을 행사하자, 결국 관망하던 군청이 개입했다. 1885년 2월 10일 최대의 폭력 사건이 발생하여 "임원 모두 수모를 당했고, 심지어 종손에게 욕하고 종택을 파괴하려 한다"며 관아에서 조사를 시작했다.
관아가 개입하자 서얼들 무리 사이에에 분열이 일어나 일부는 도망치고, 일부는 남아 있다가 붙잡혀 구금되고 일부는 자기 집안에 끌려가 문벌(門罰)을 받았다. 문벌을 받은 서얼들은 관아의 판결에 불복하고, 이후 안동권 곳곳의 다른 서얼들과 연합하여 대립했다. 결국 서자들과 도산서원의 갈등, 대립은 4년 1개월간 계속되었고, 결국 1888년 12월 서자들의 출입 요구가 관철되었다.

## 사진

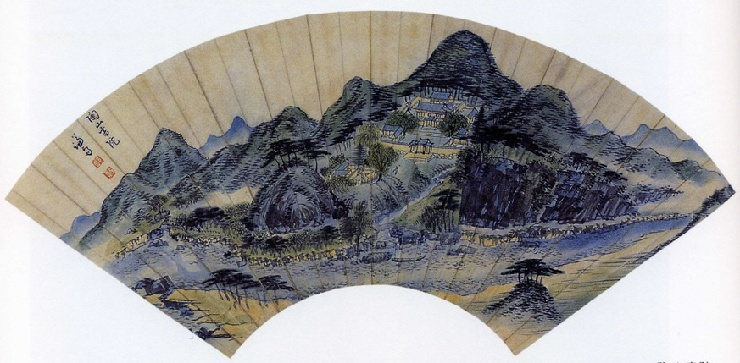
정선이 그린 도산서원도
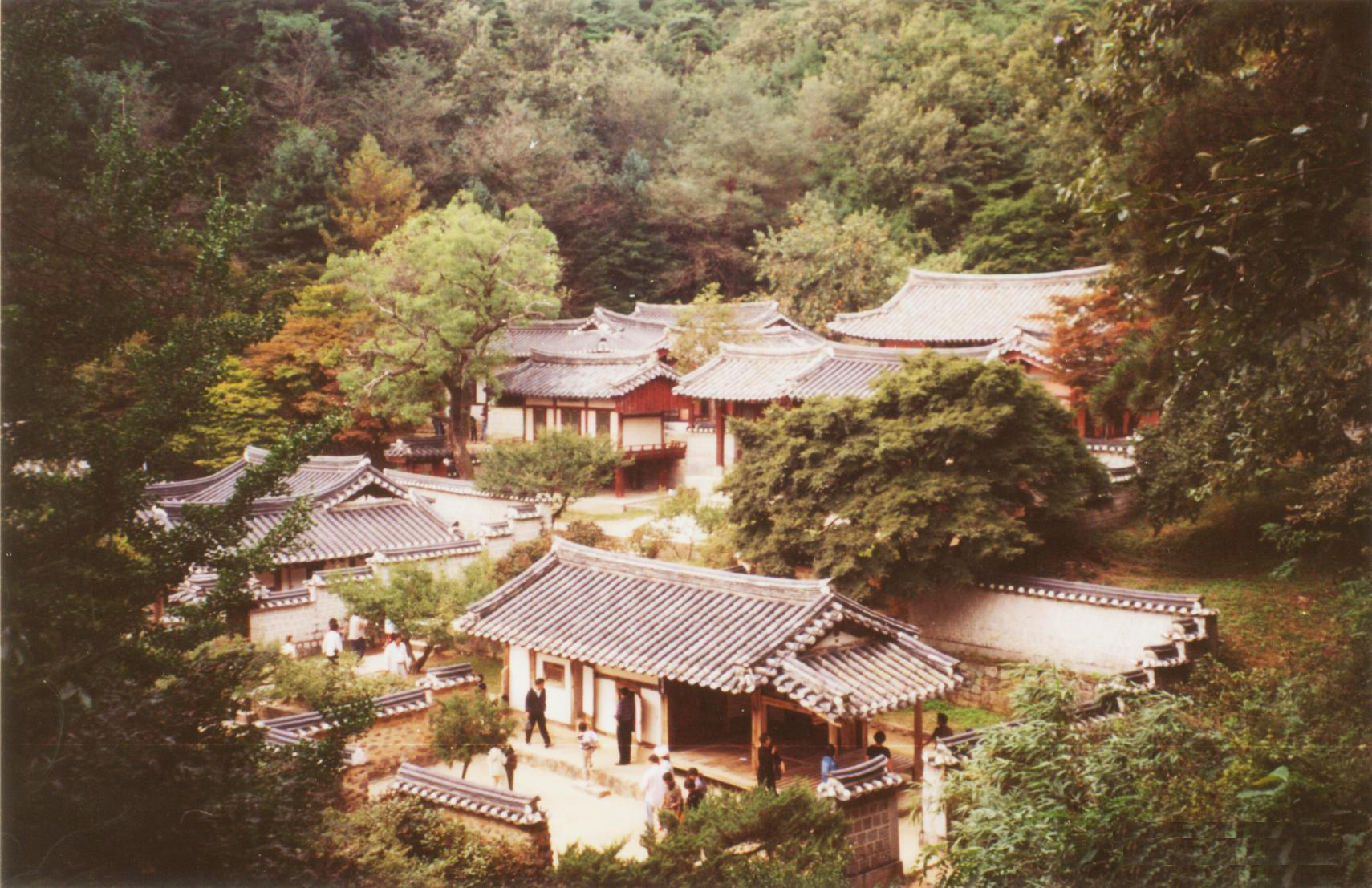
도산서원 전경
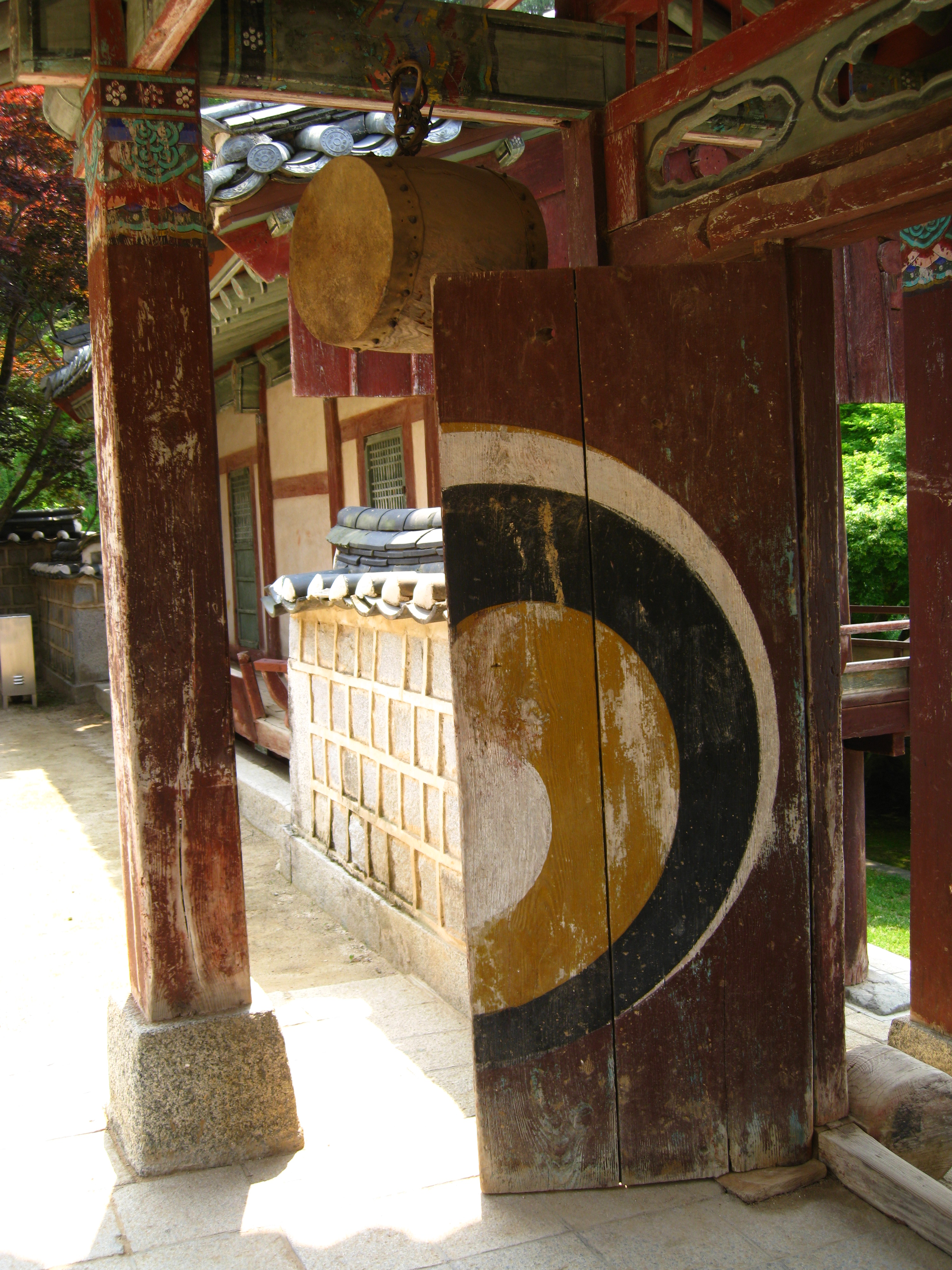
도산서원 경내
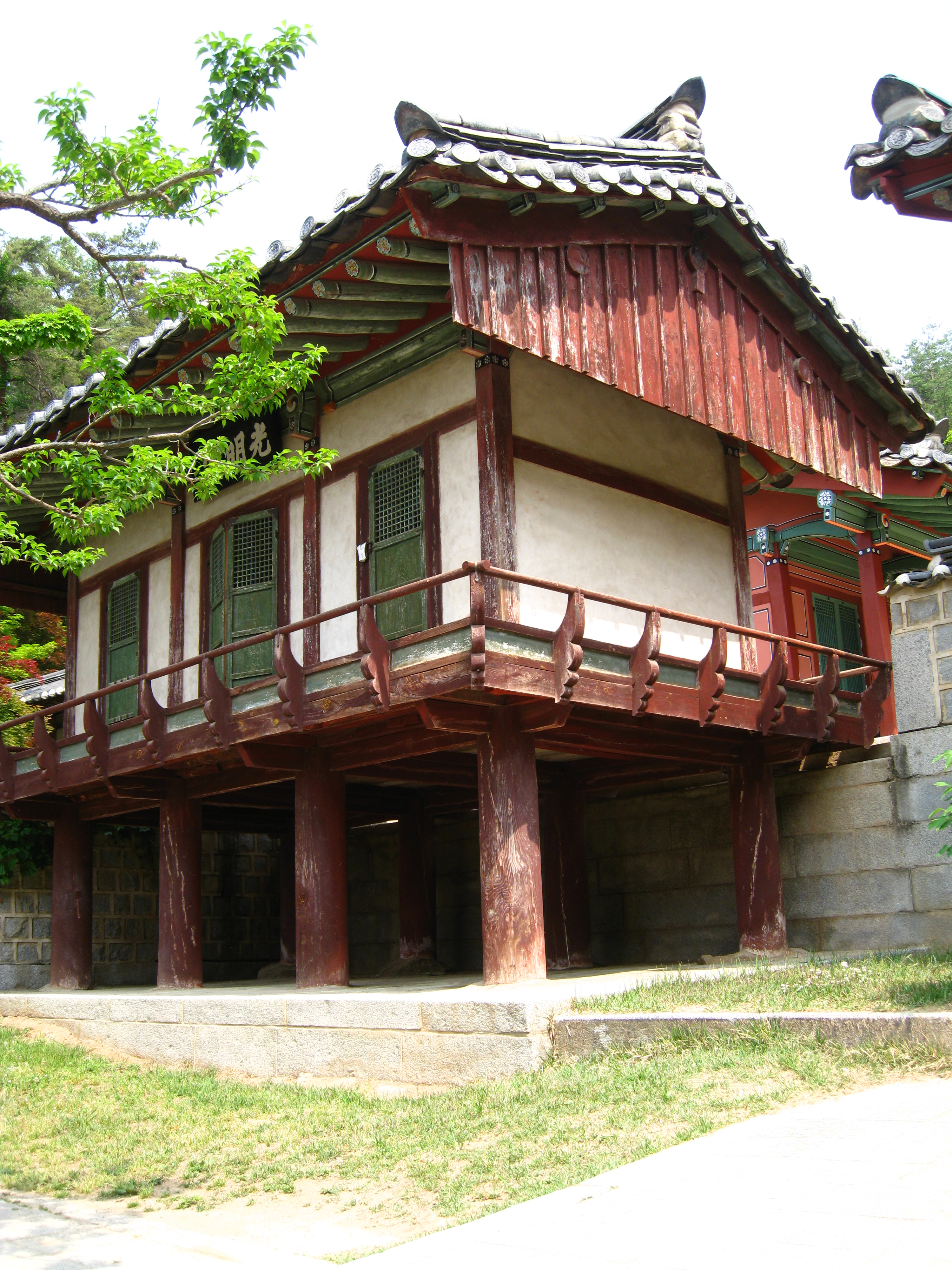
도산서원 경내
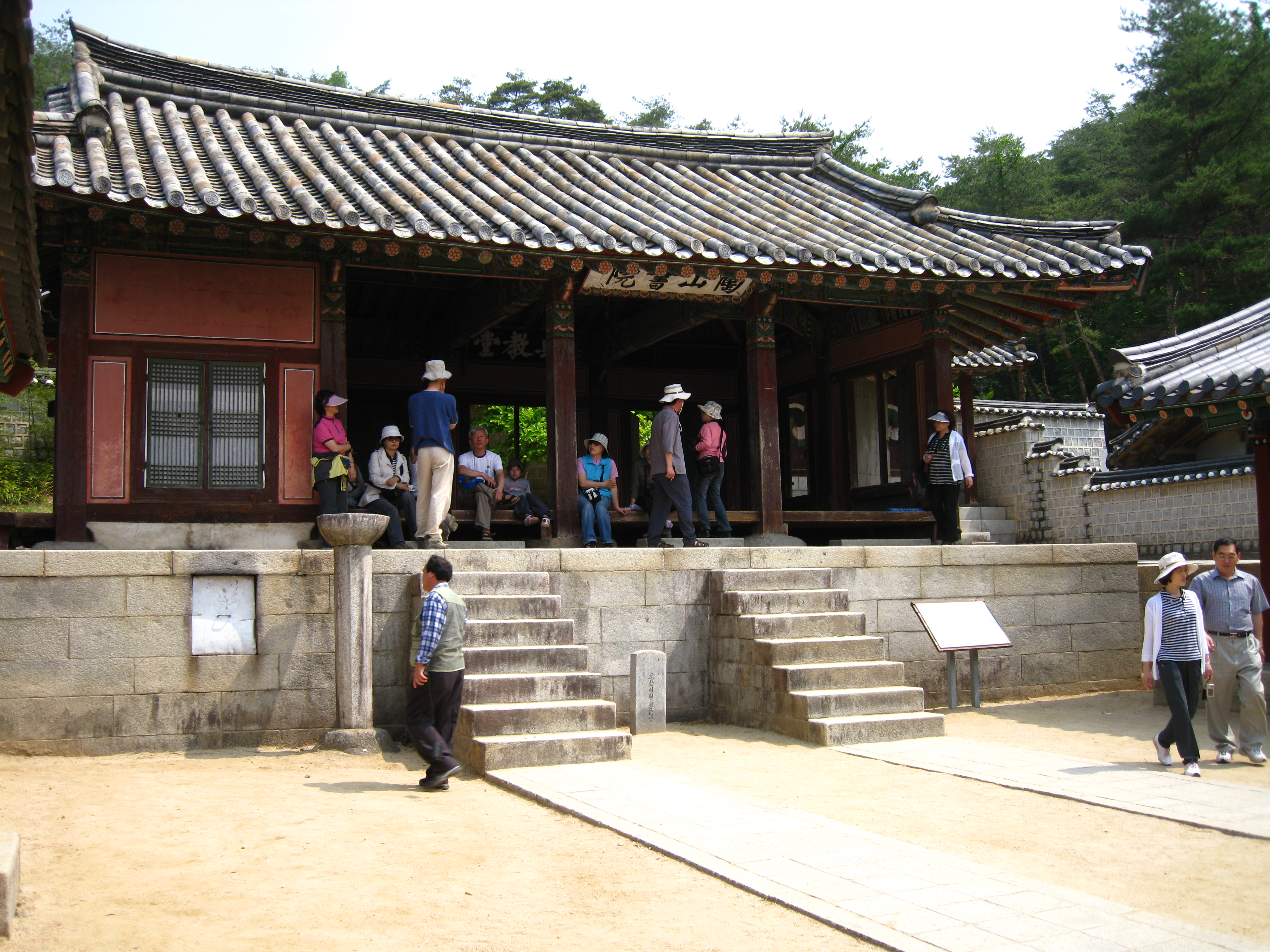
전교당
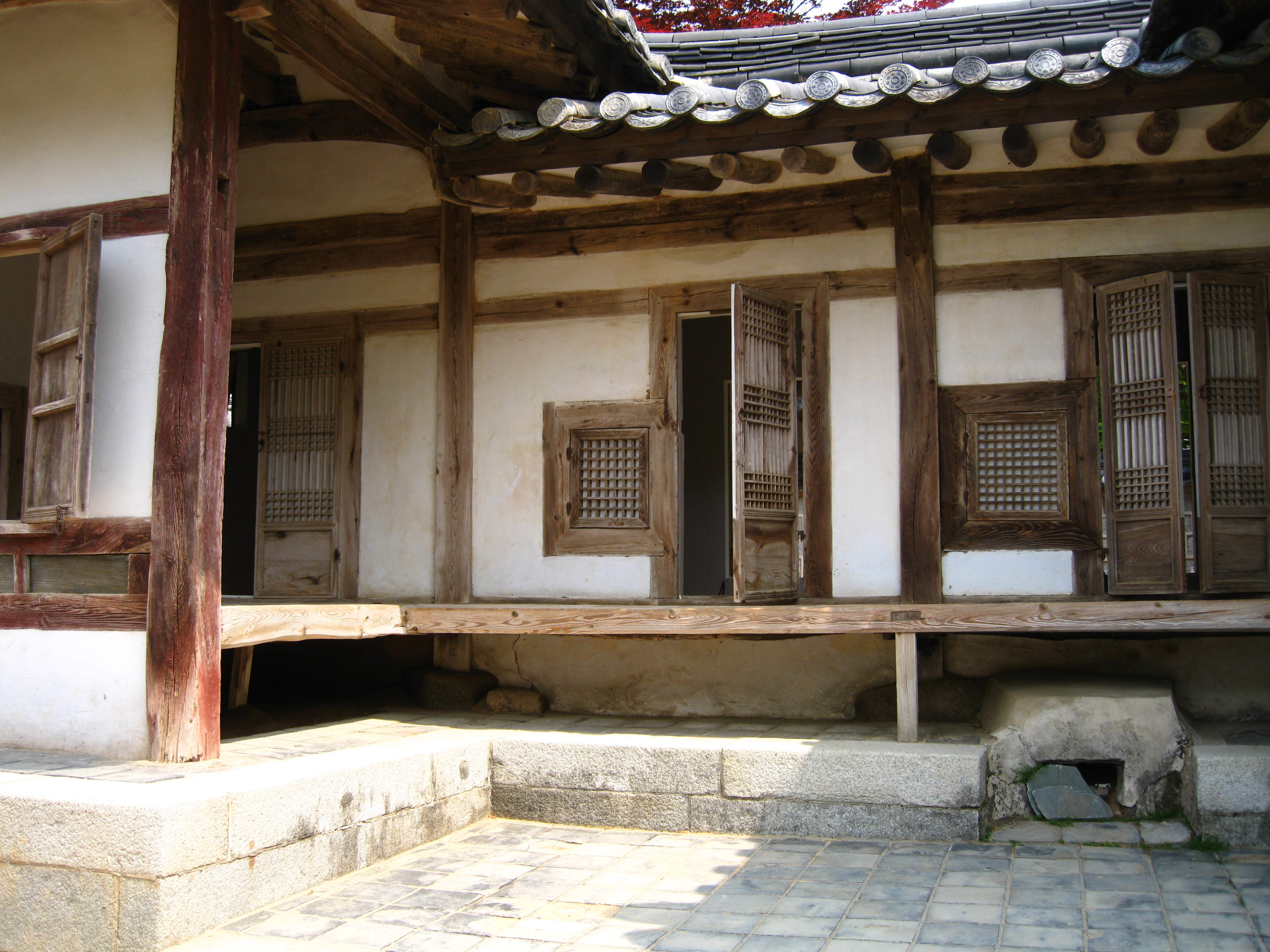
농운정사
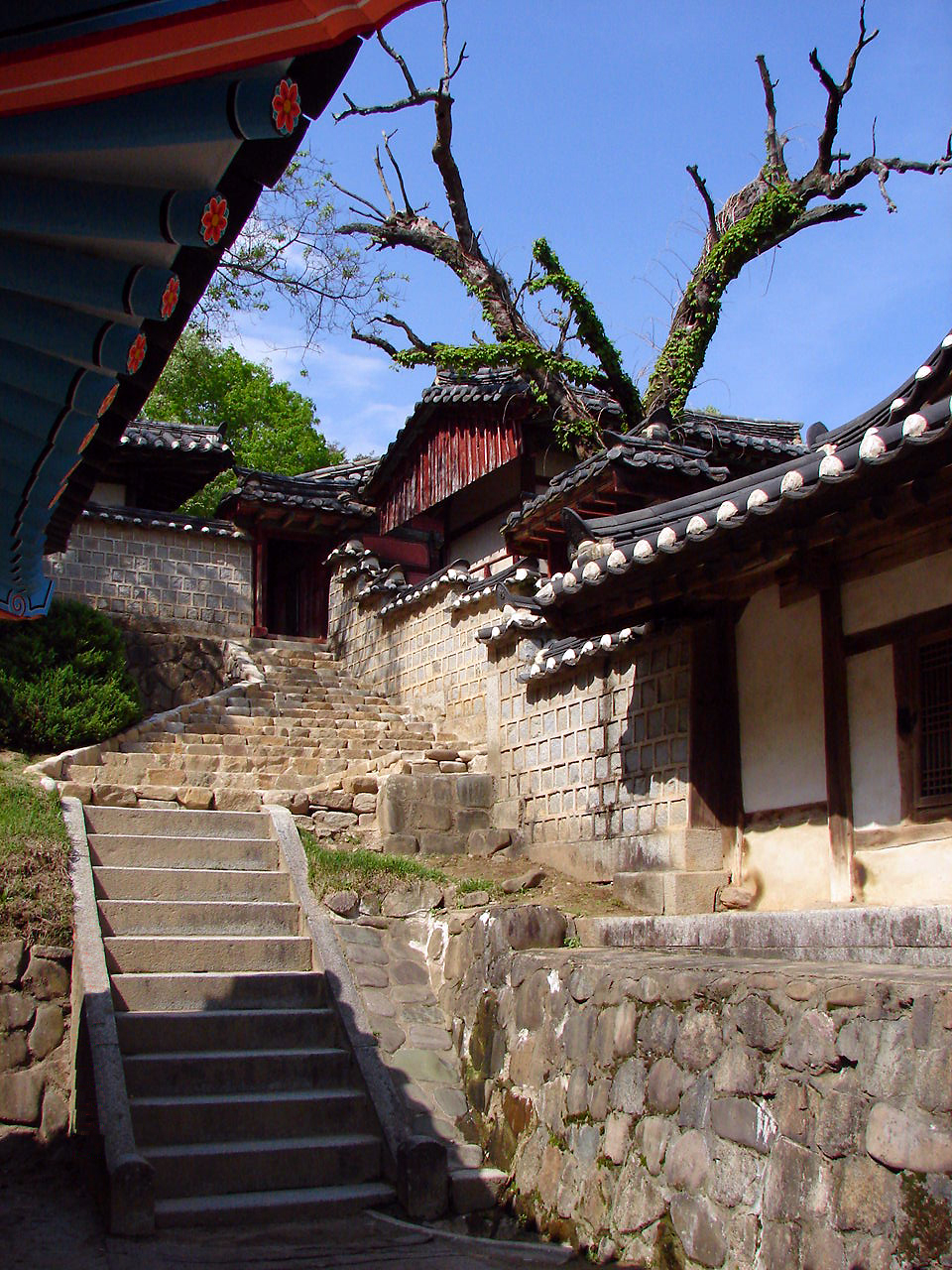
도산서원 경내
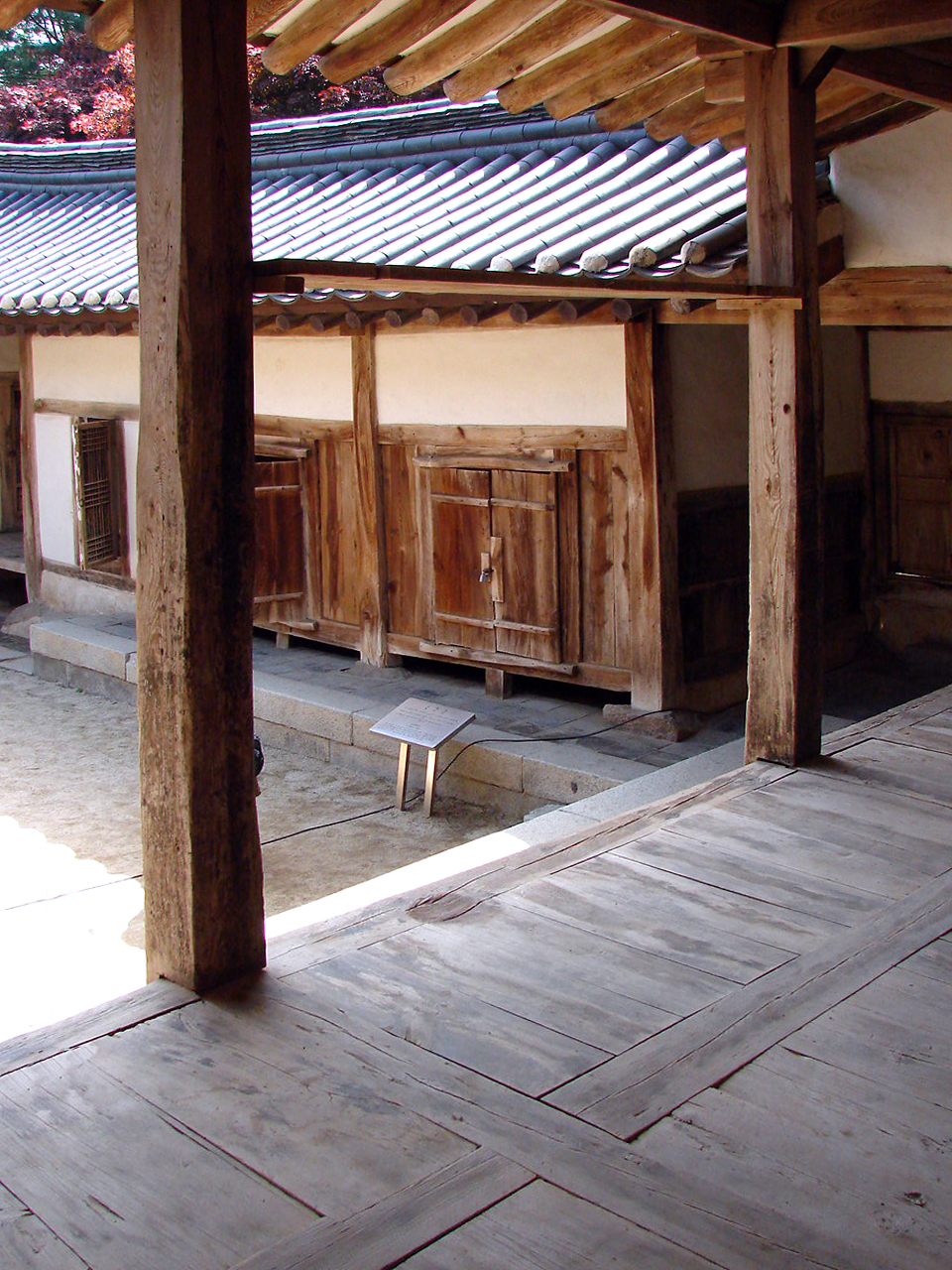
도산서원 경내
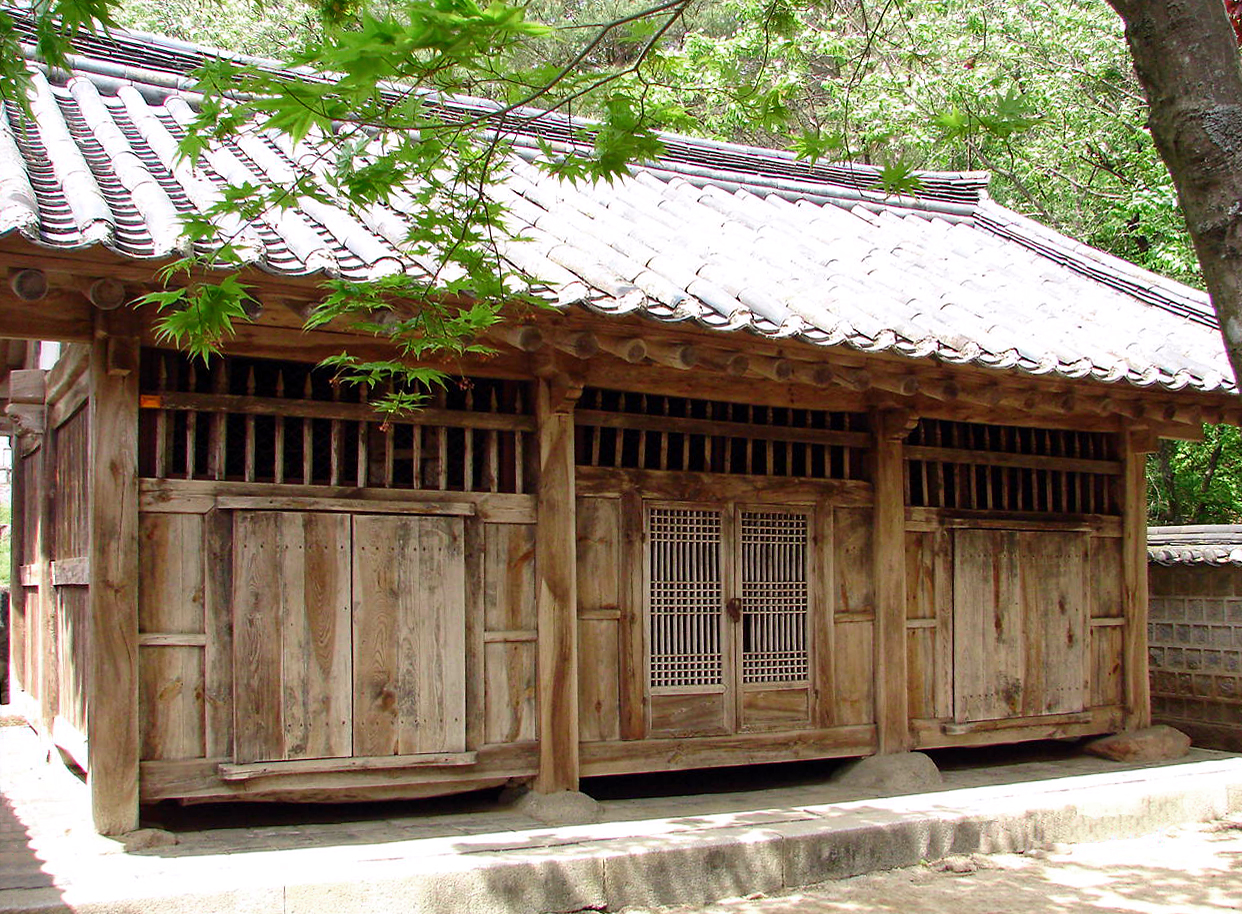
도산서원 경내
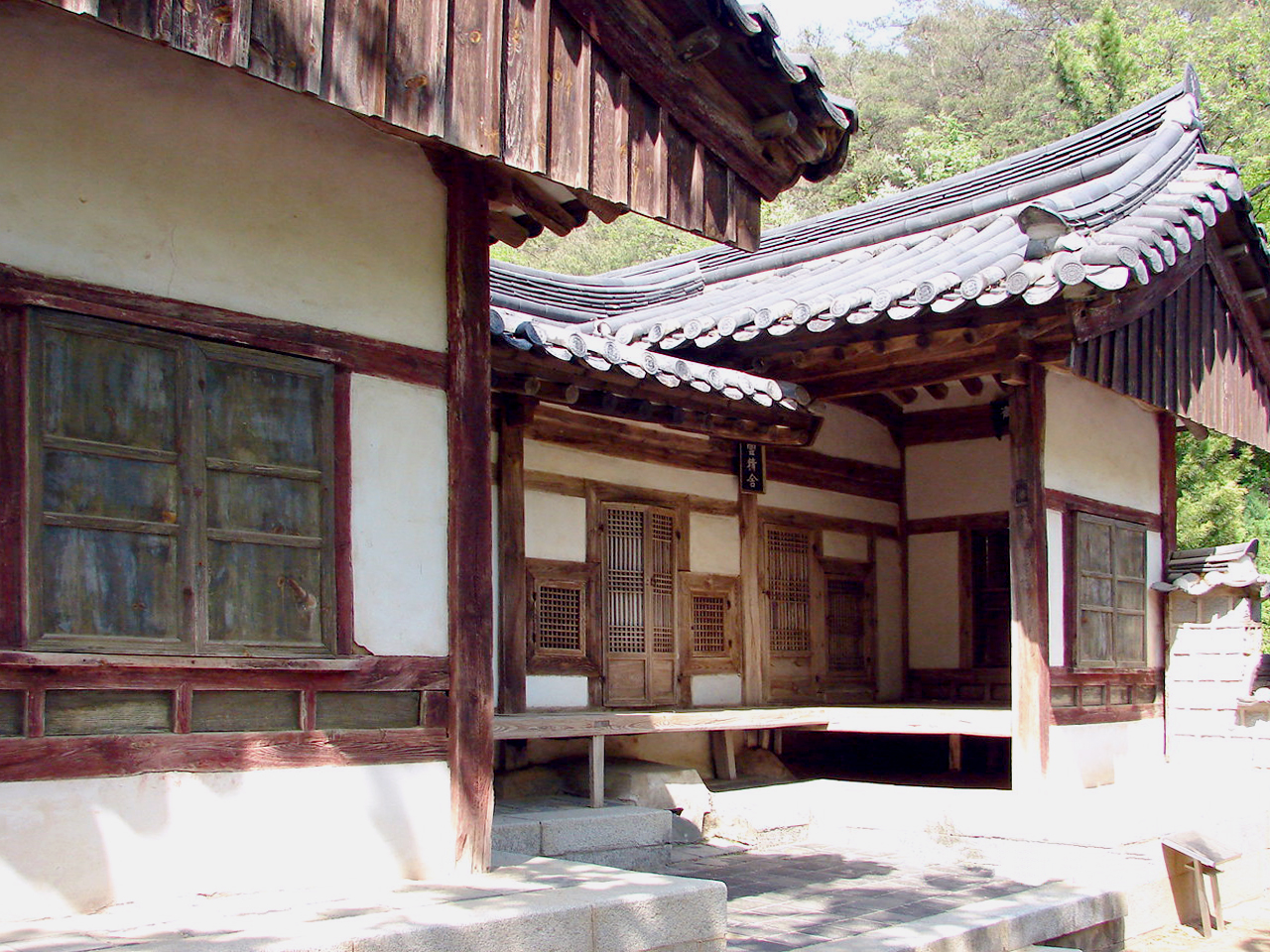
도산서원 경내
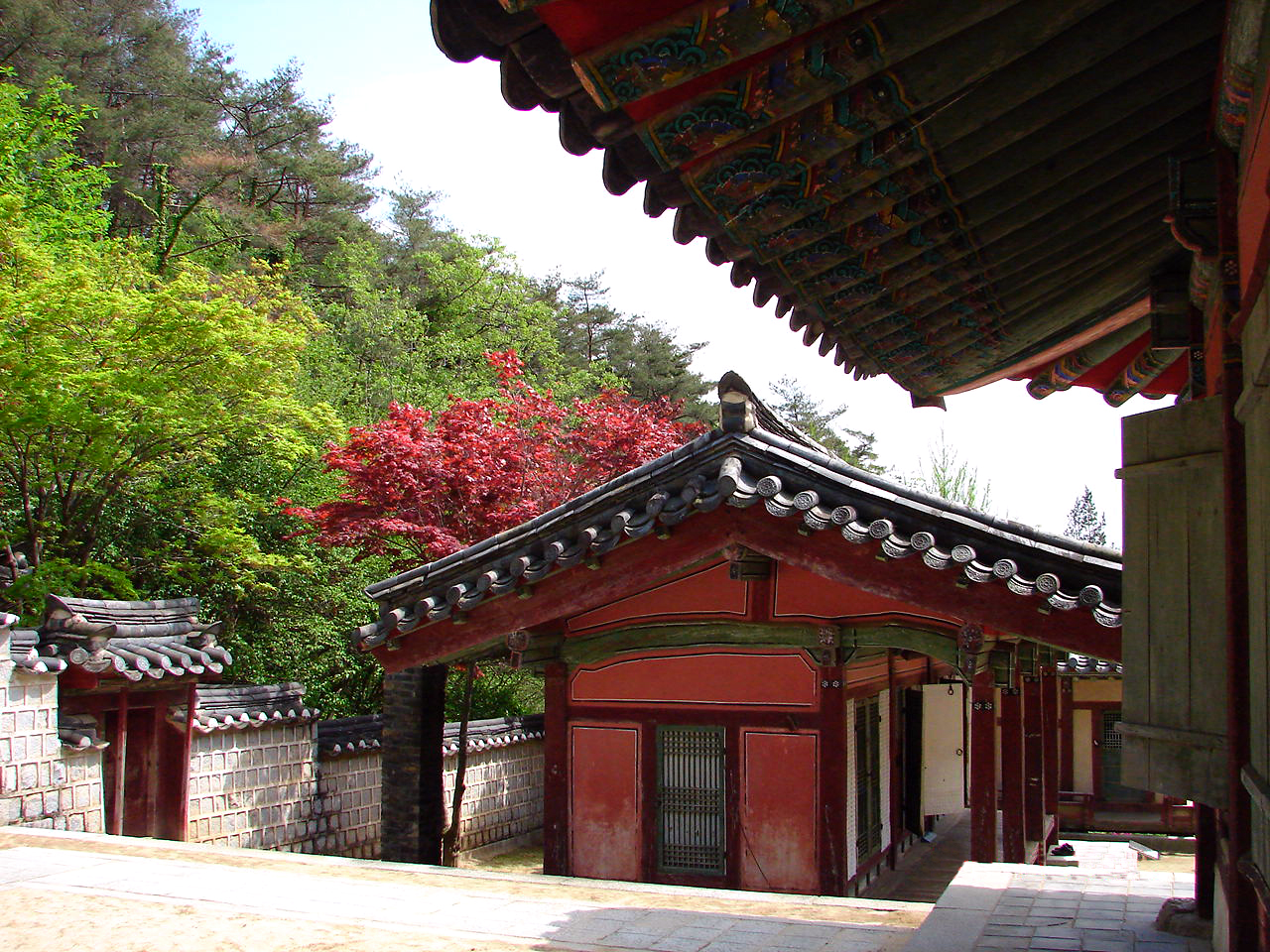
도산서원 경내
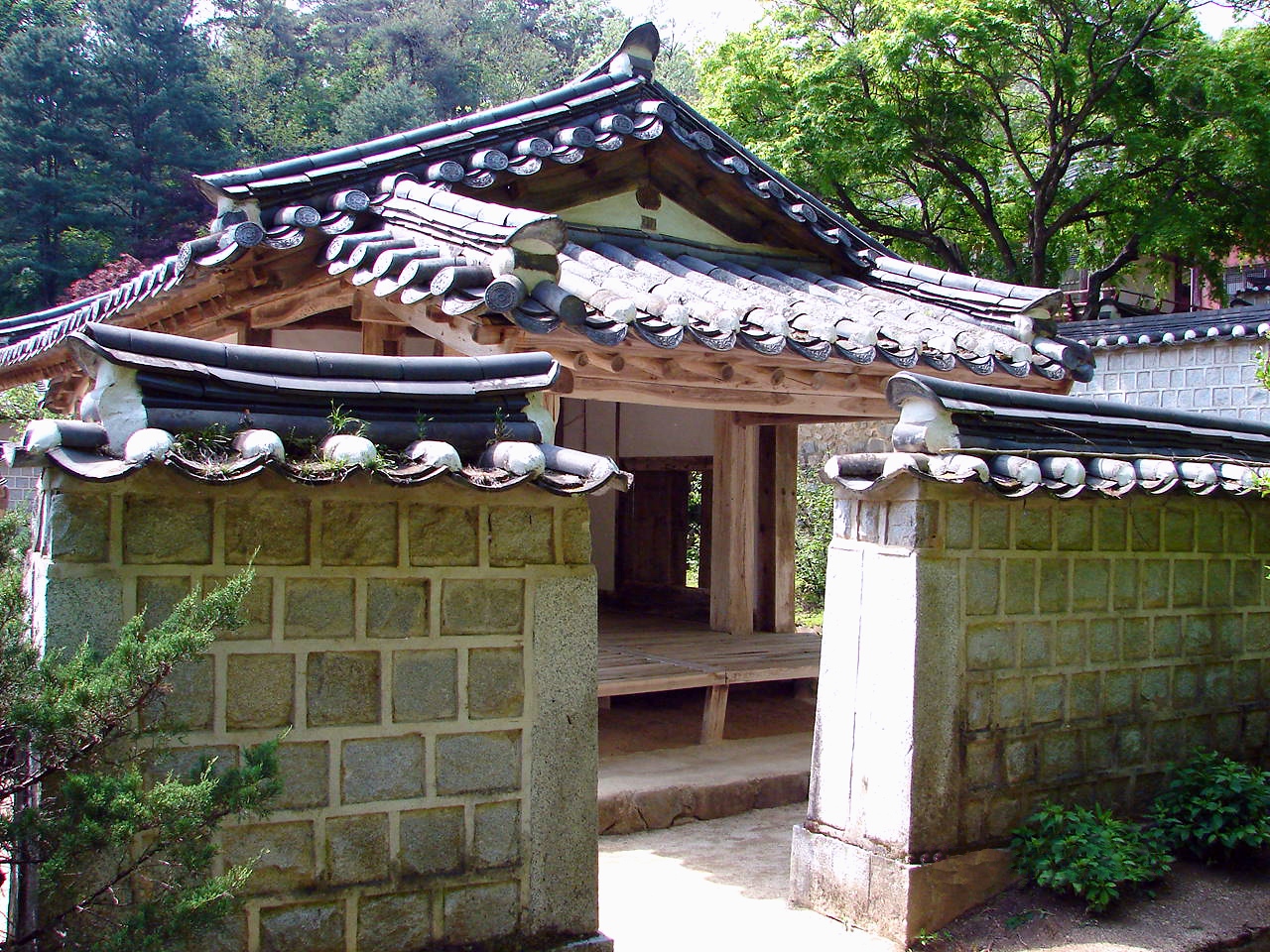
도산서원 경내
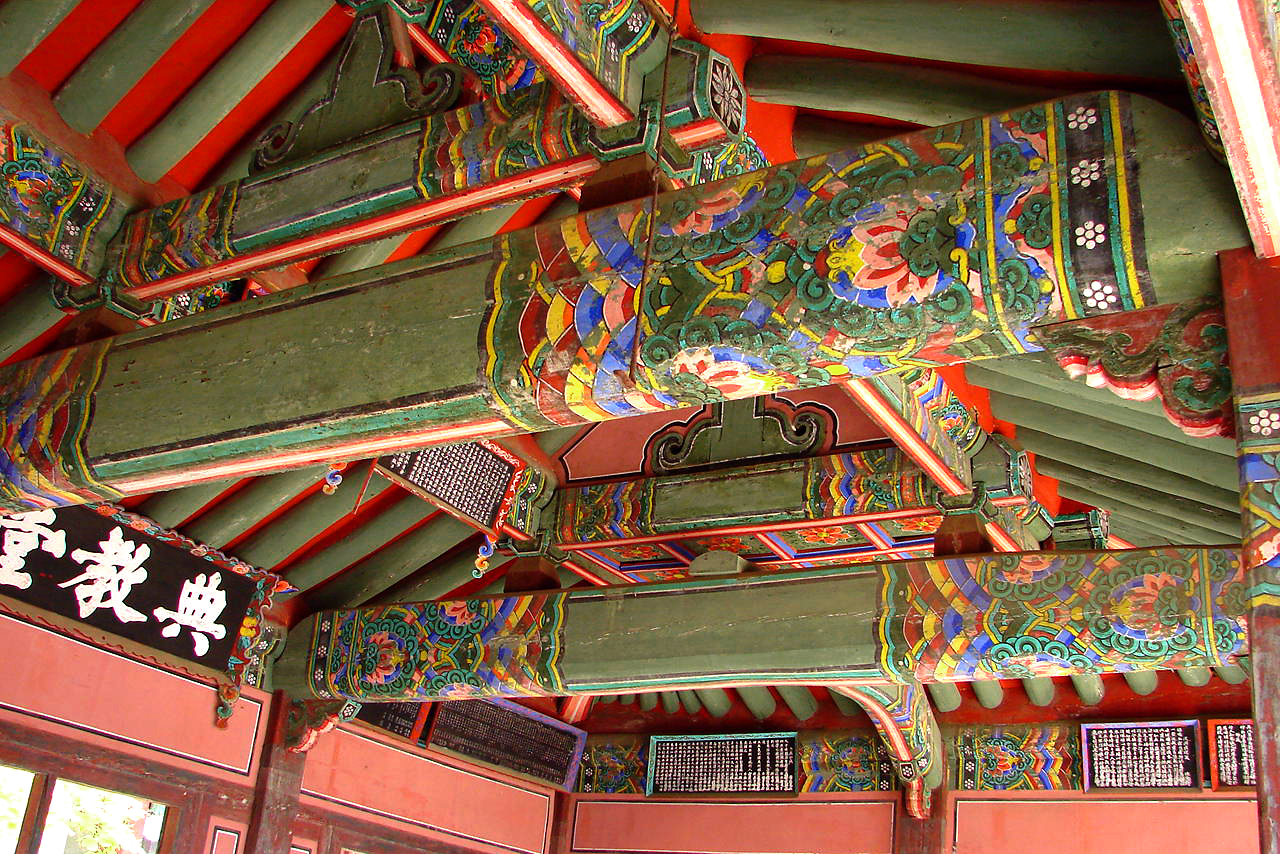
도산서원 경내
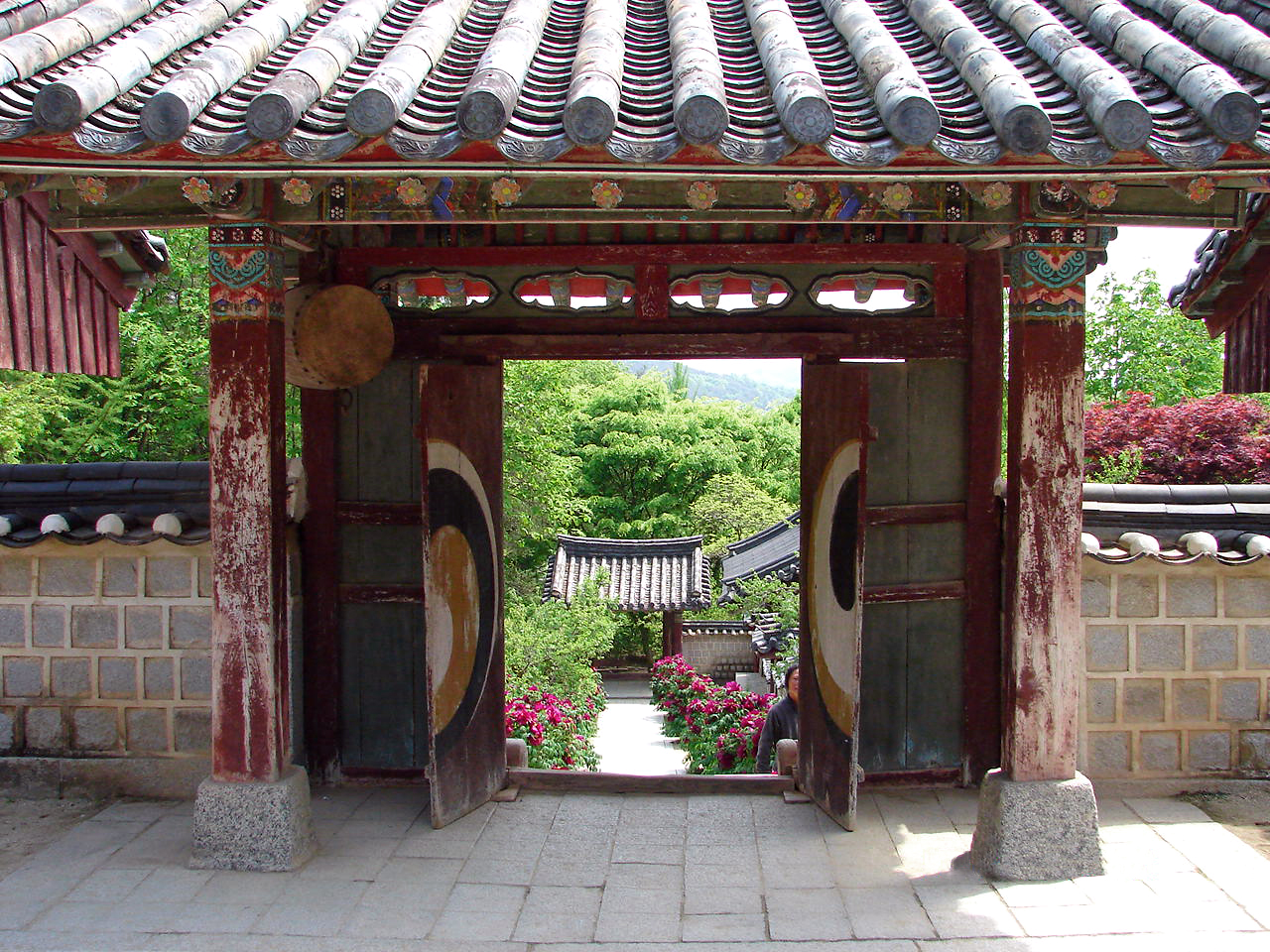
도산서원 경내
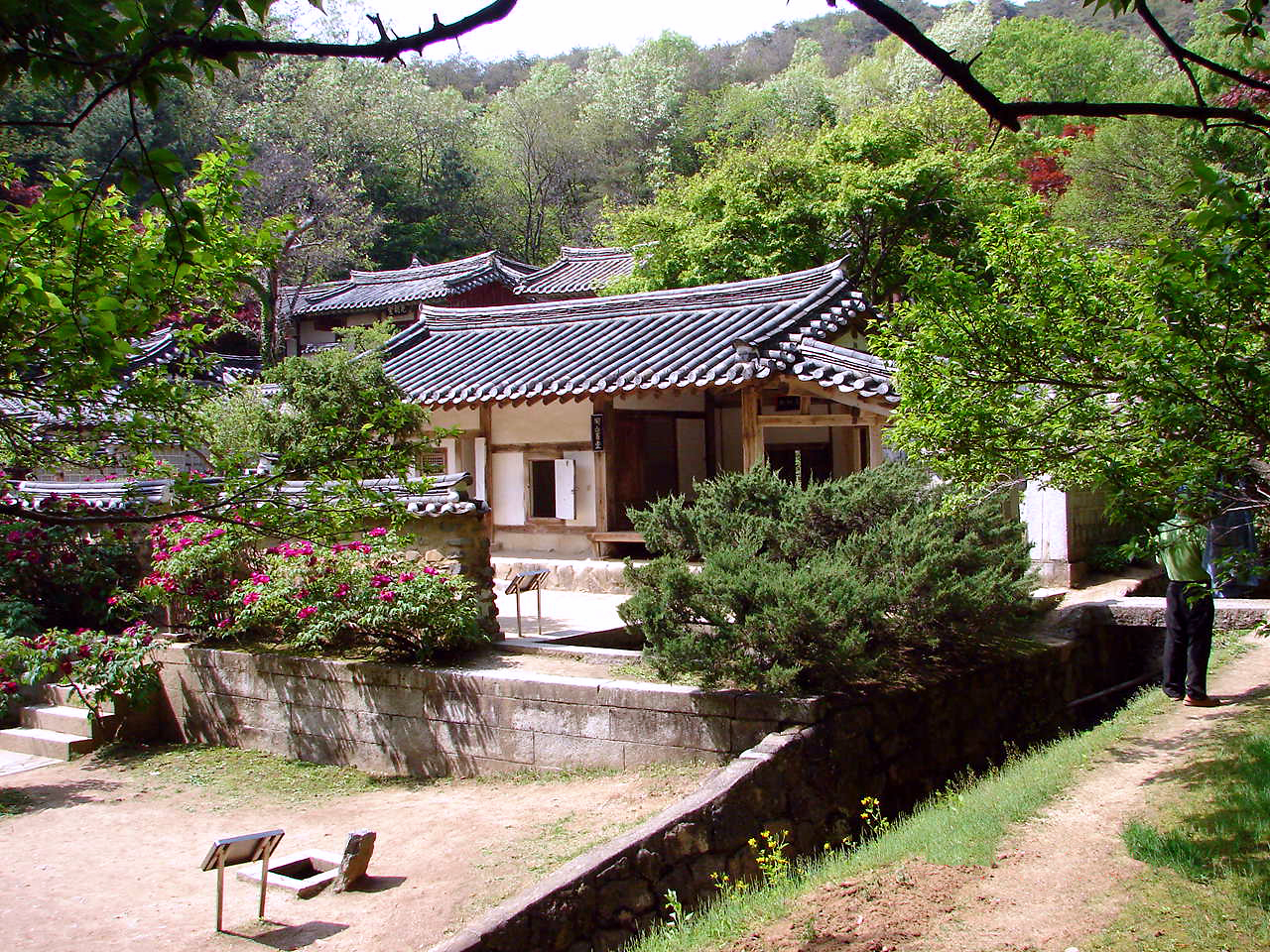
도산서원 경내
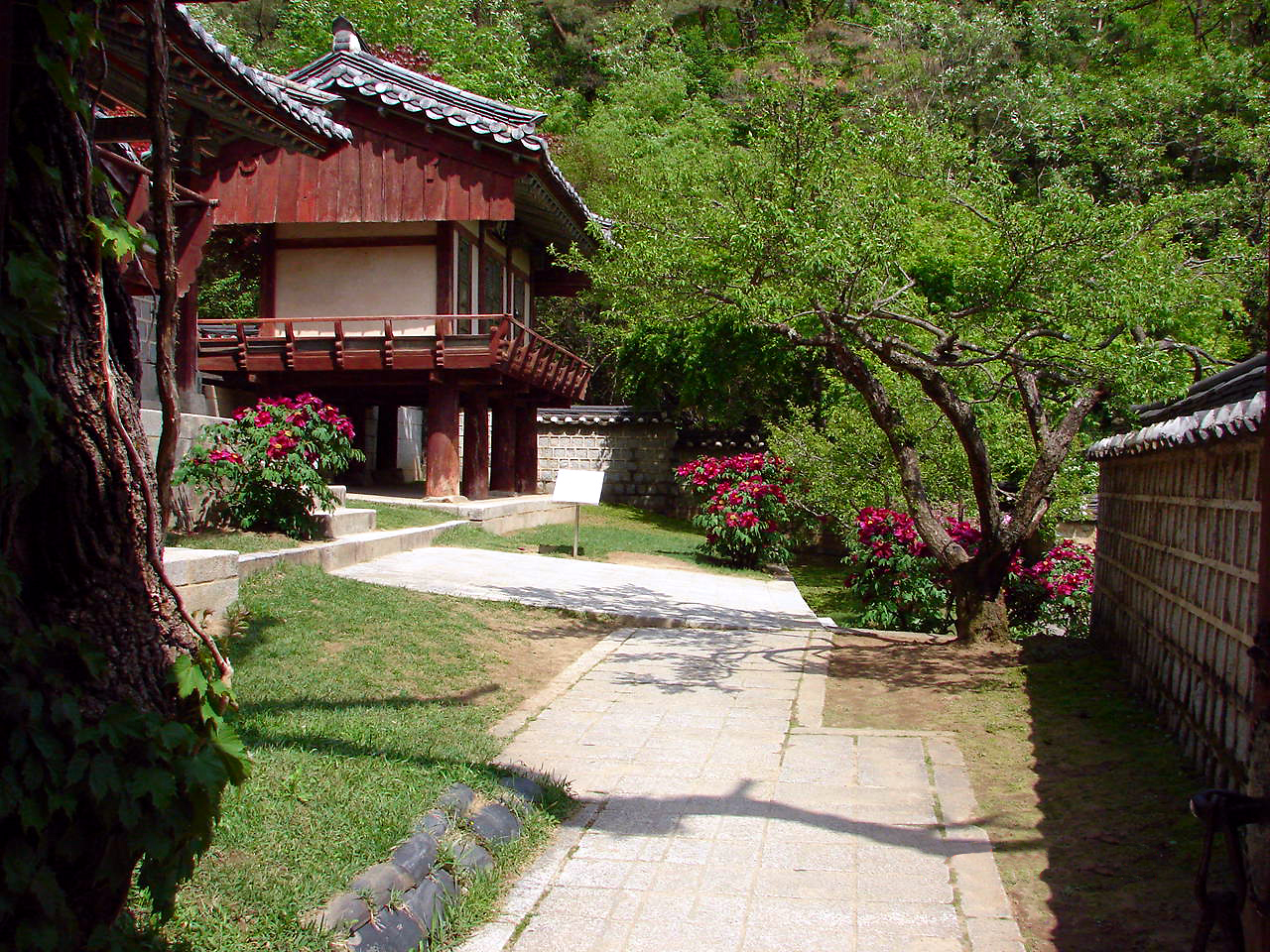
도산서원 경내
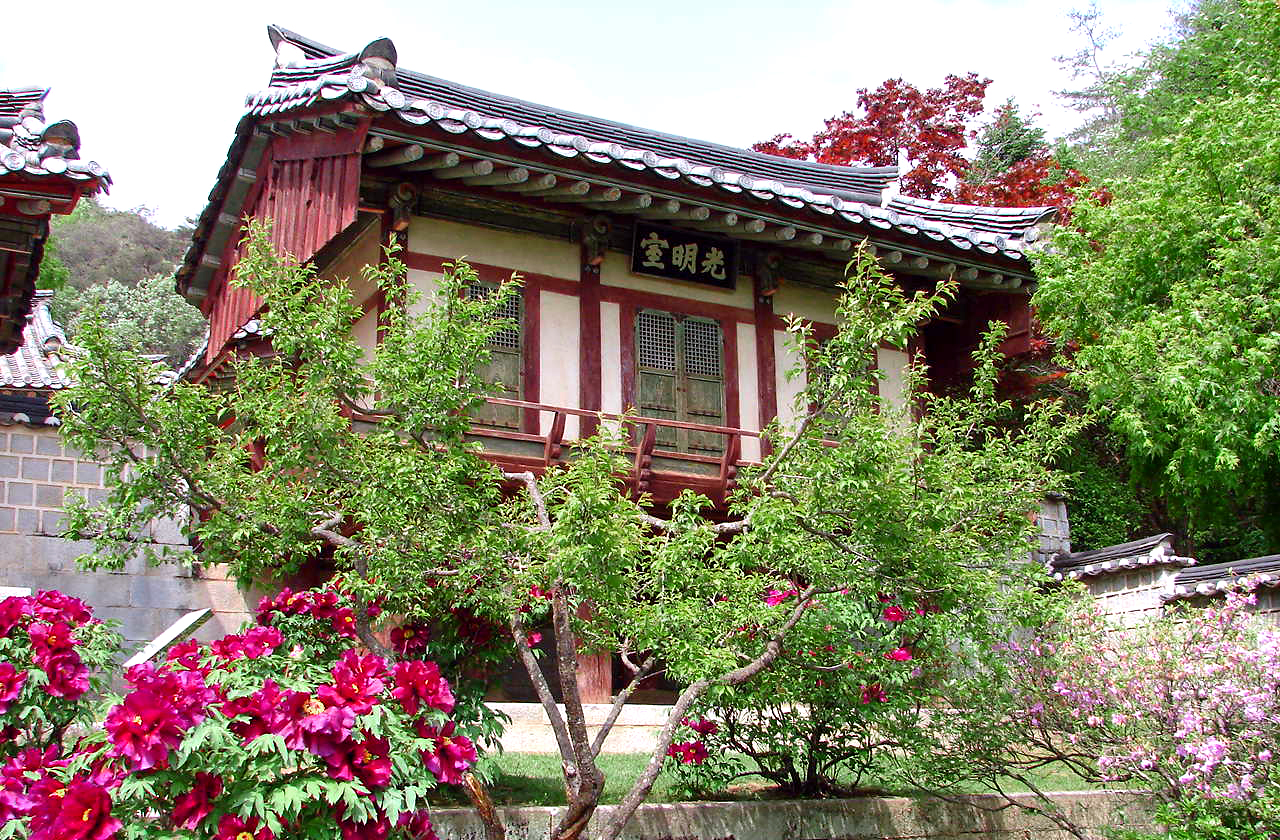
도산서원 경내
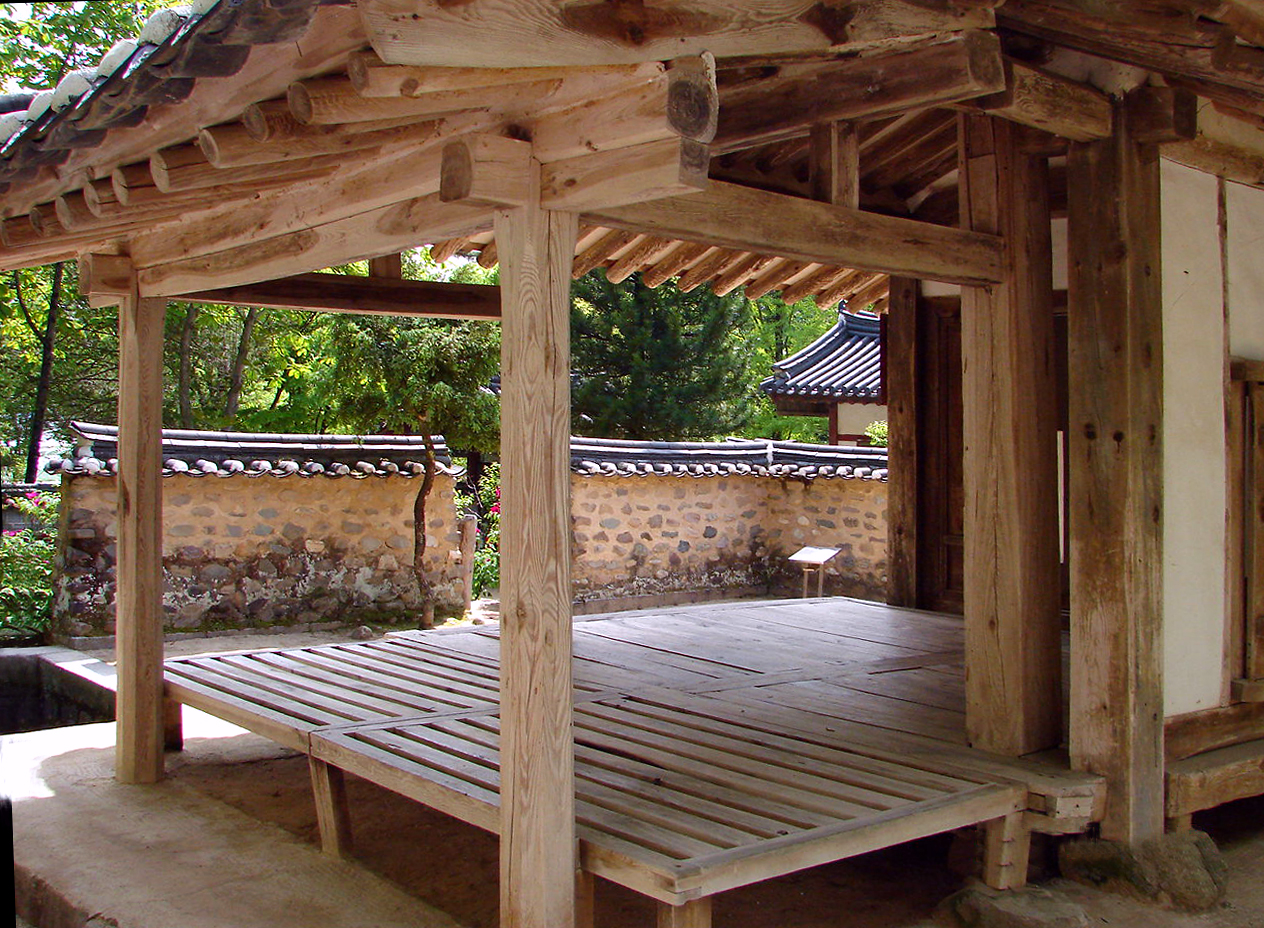
도산서원 경내
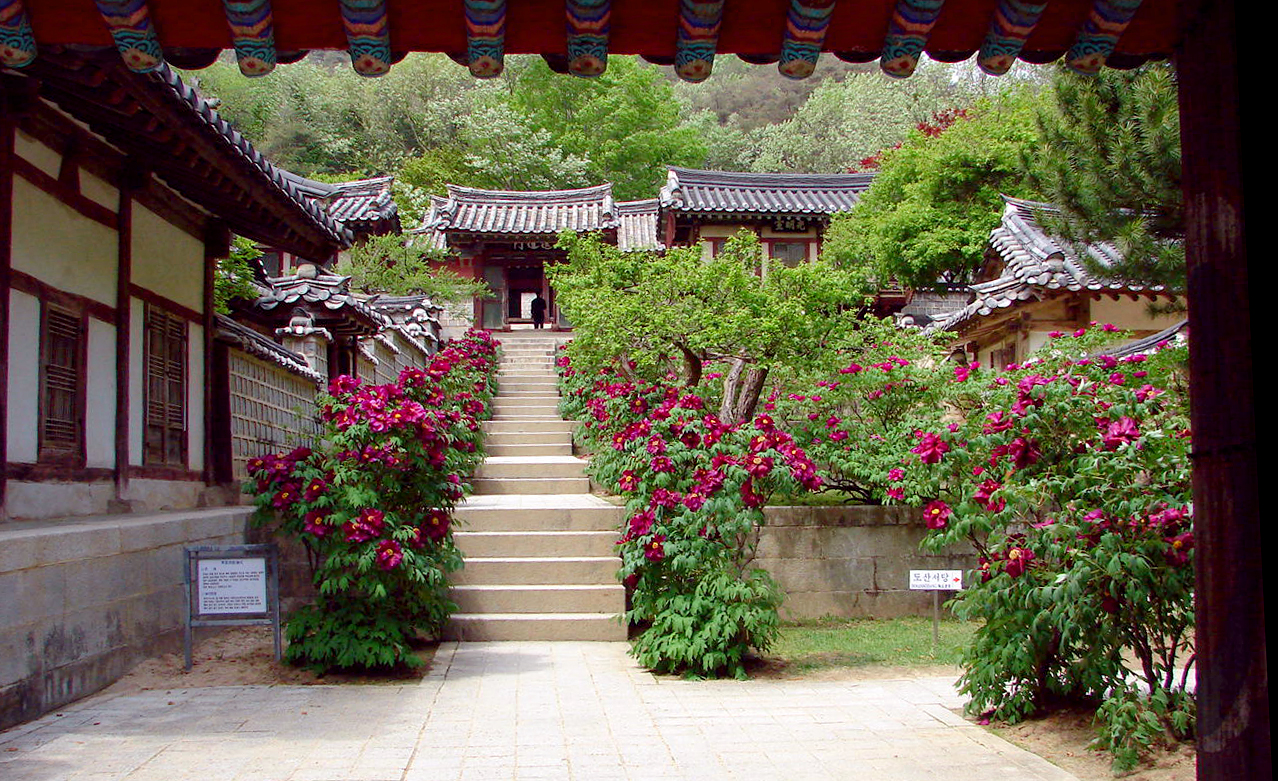
도산서원 경내
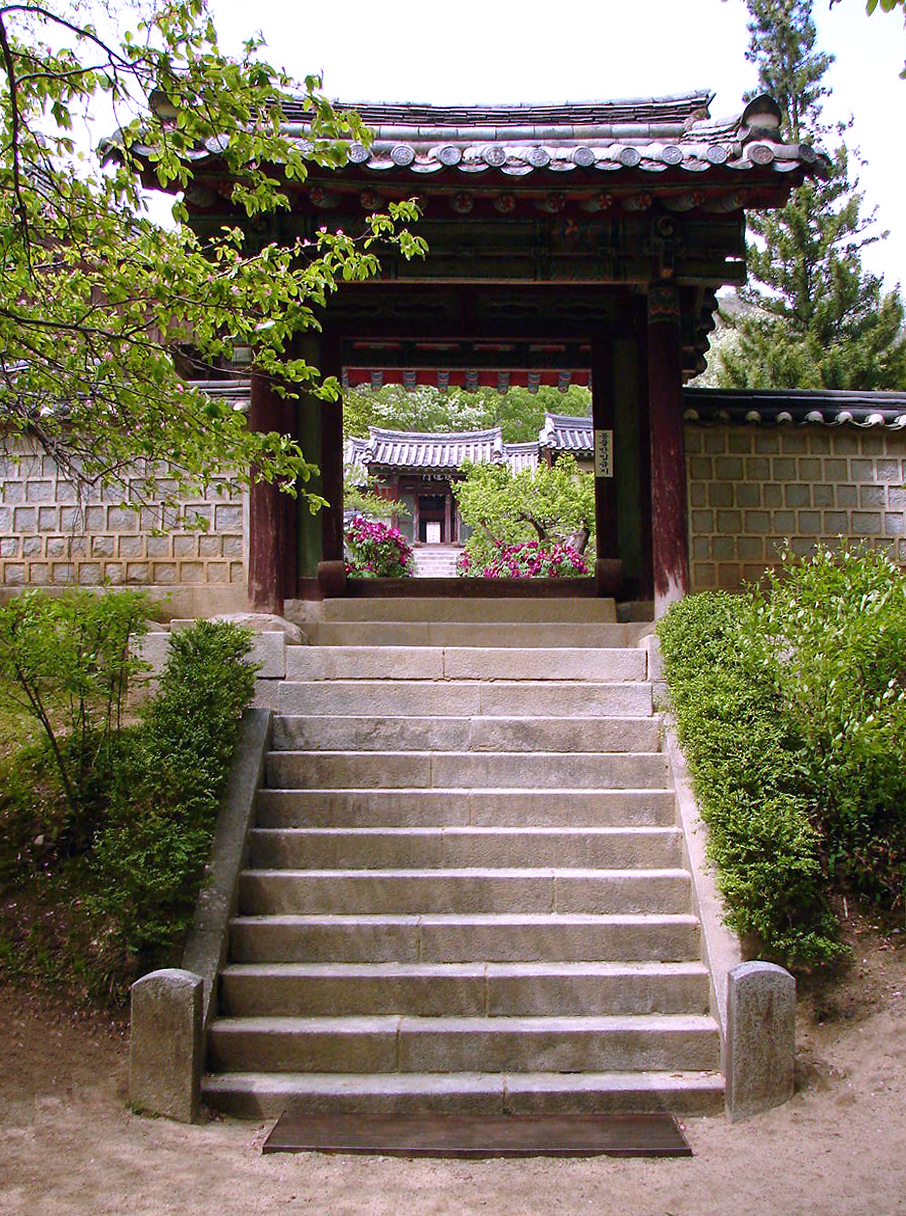
도산서원 경내
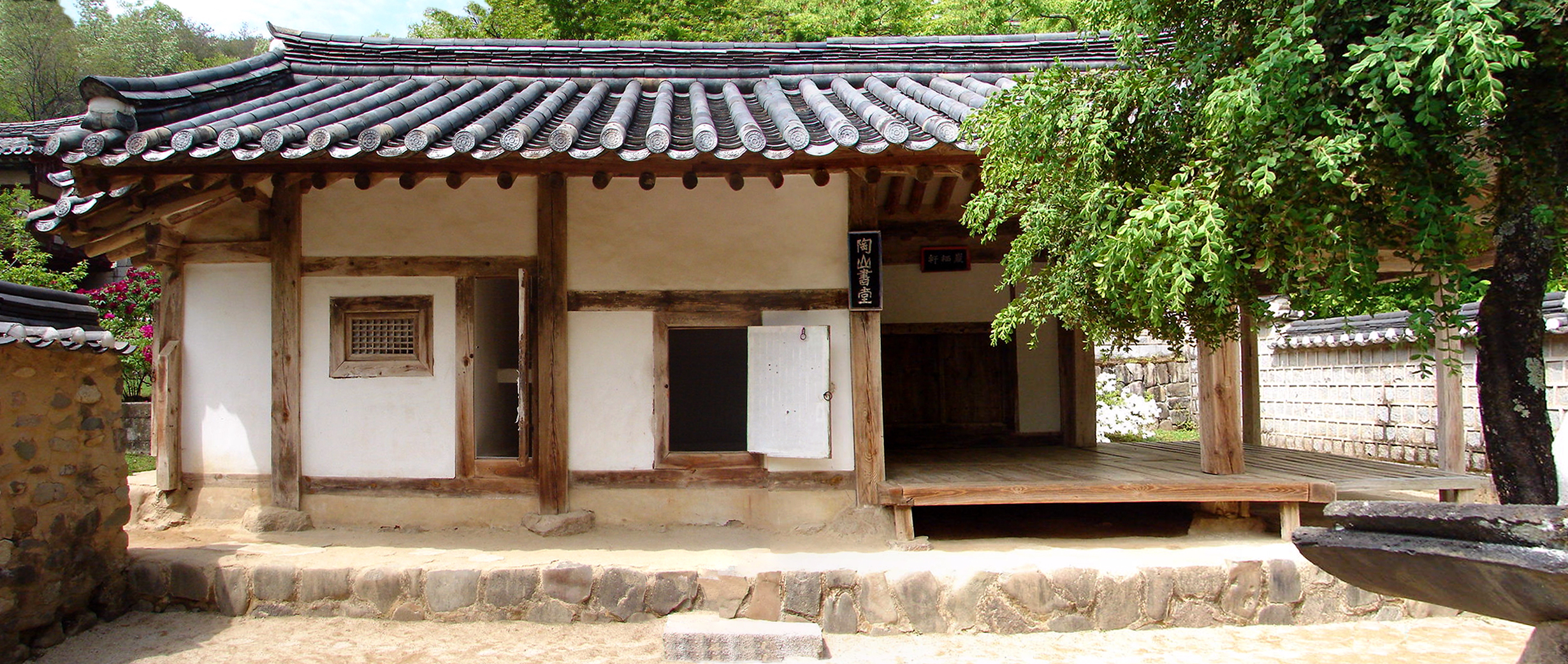
도산서원 경내
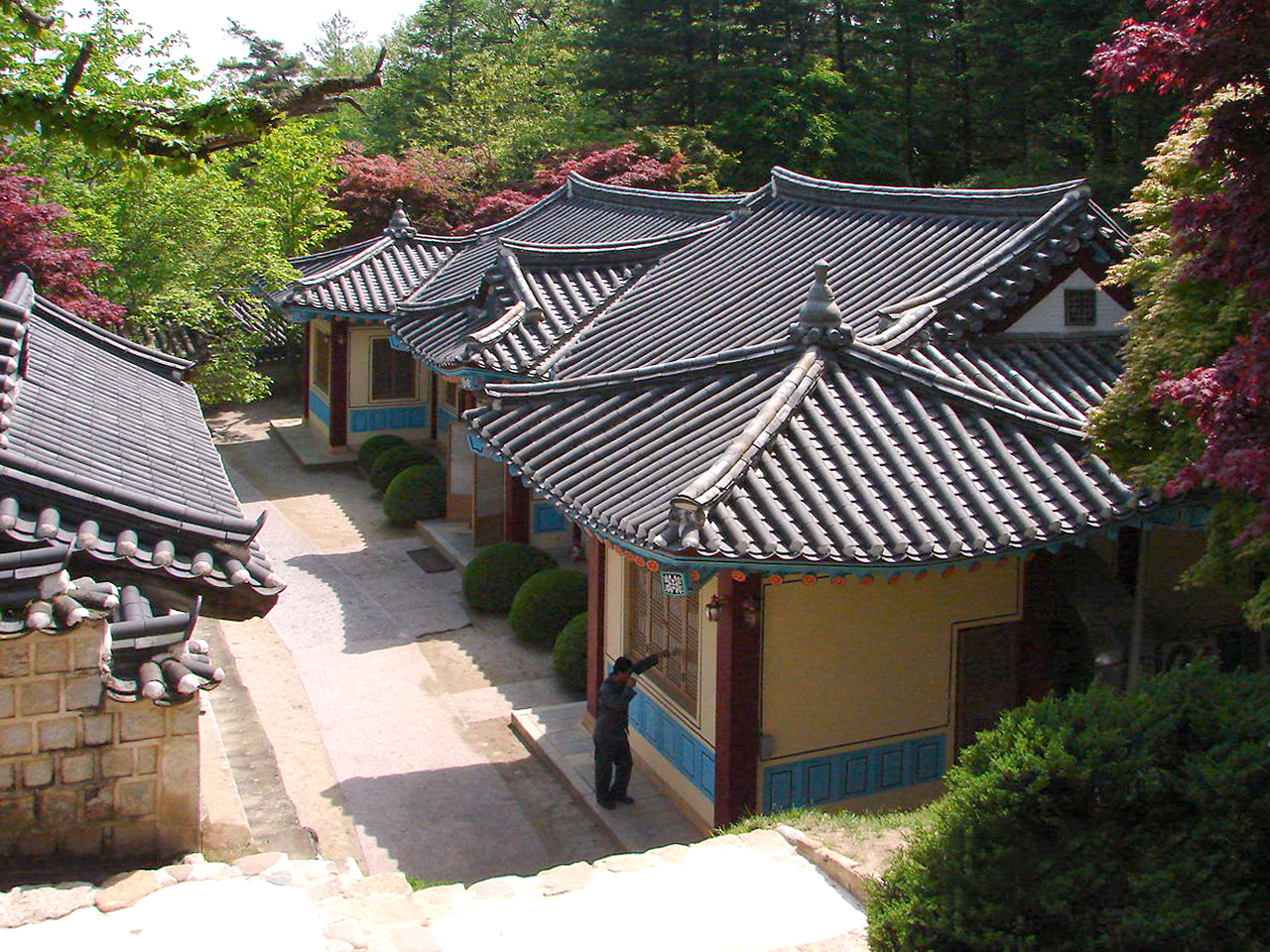
도산서원 경내
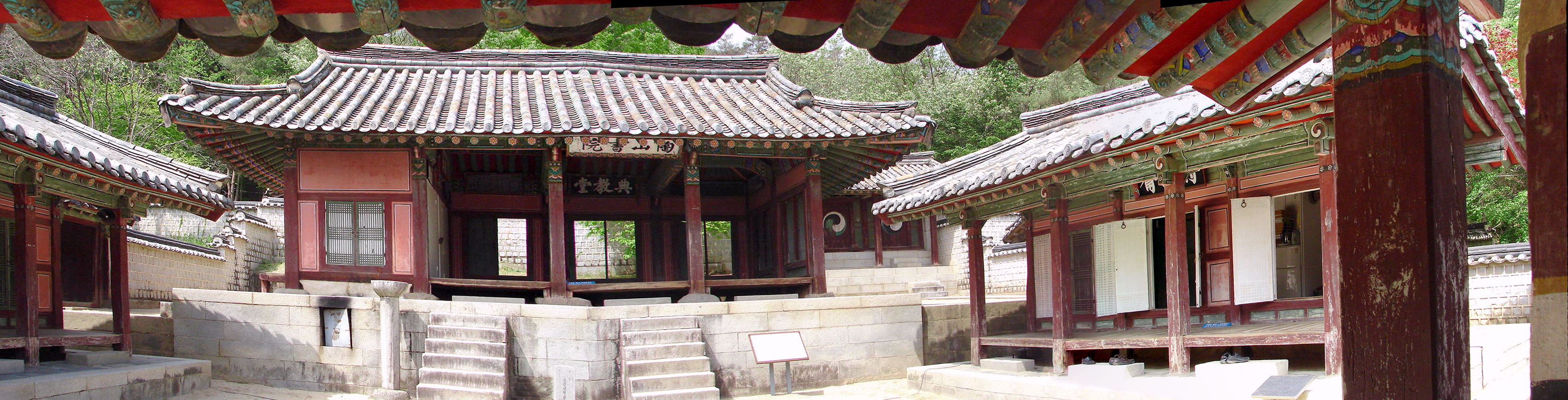
도산서원 경내
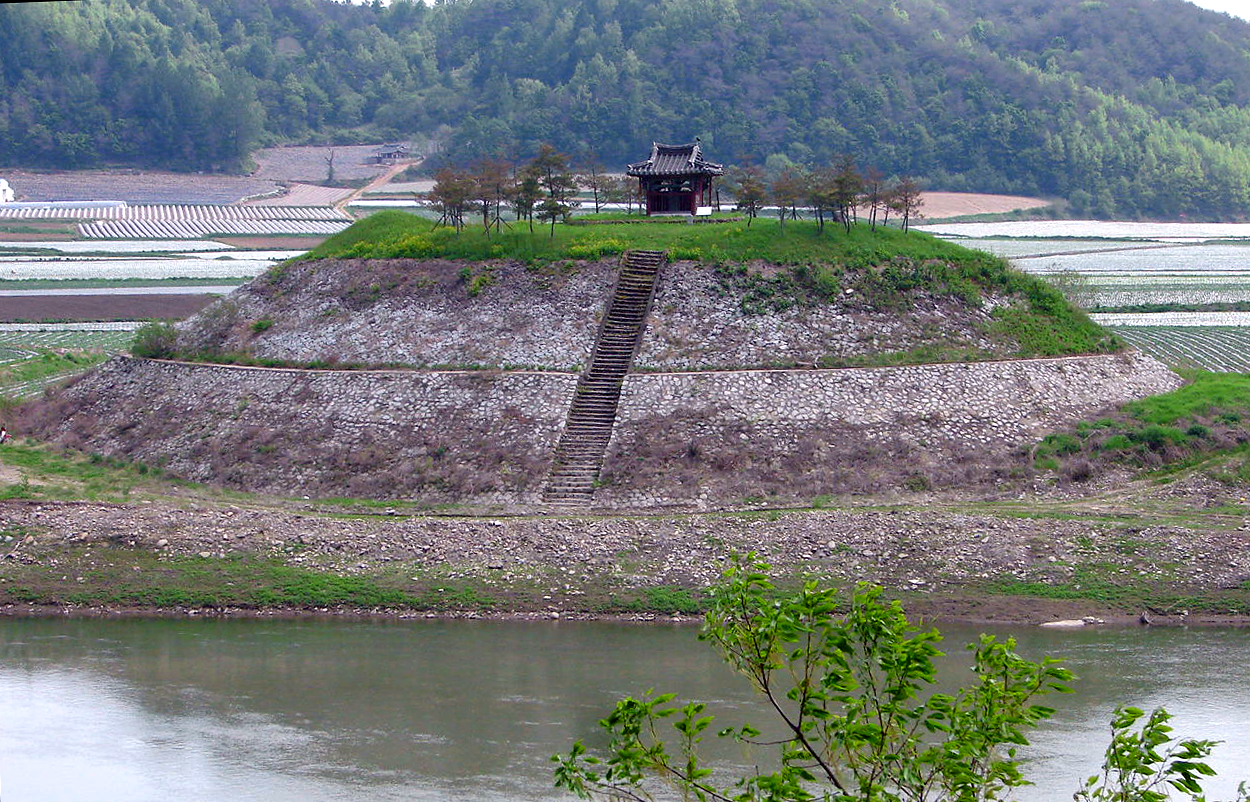
시사단(試士壇)

## 같이 보기
- 서원
- 이황
- 이언적
- 경주 옥산서원
- 병산서원
- 임천서원

## 참고 자료
- 안동 도산서원 - 국가유산청 국가유산포털
- 도산서원(陶山書院) - 한국서원연합회